# Muniz Freire
Muniz Freire é um município brasileiro no interior do estado do Espírito Santo, Região Sudeste do país. Sua população estimada em 2018 era de 17 613 habitantes.
Um município que tem mais de 16 cachoeiras, a principal delas é a Cachoeira do Rio Pardo. Sua antiga denominação era "Espírito Santo do Rio Pardo".

## História
O início da colonização de Muniz Freire data de 1846 e teve como primeiros desbravadores o Nicolau Santiago Louzada, um veterano da Guerra dos Farrapos, e Domingos Apolinário, um aventureiro que "gostava de lutar com feras" e que possuía terras nas áreas vizinhas, a atual Serra do Apolinário.
A fertilidade do solo para o cultivo de café e cereais, além das condições climáticas, foram as causas do movimento migratório que anos mais tarde, propiciou à região um desenvolvimento.
O município foi criado em 11 de novembro de 1890, pelo Decreto nº 53, desmembrado de Cachoeiro de Itapemirim, sob a denominação de Espírito Santo do Rio Pardo, ocorrendo a sua instalação em 1 de março de 1891. A Lei nº 213 de 30 de novembro de 1896 eleva sua sede à categoria de cidade e altera-lhe o topônimo para Muniz Freire, uma homenagem prestada ao republicano Moniz Freire, várias vezes Presidente da Assembleia Legislativa, Senador e Governador do Estado do Espírito Santo.
Através da divisão territorial-administrativa de 1933, o município ficou composto de quatro distritos: Muniz Freire, Itaipava, Conceição do Norte e Vieira Machado. No ano de 1948, ficaram estabelecidos em Decreto-Lei como distritos de Muniz Freire: Itaici (ex-Itaipava), Vieira Machado e Piaçu (ex-Conceição do Norte). Atualmente, existem além desses, o distrito de Menino Jesus e o Distrito de São Pedro, este último criado apenas pela Lei Municipal nº 1.077/89 de 25.05.1989, faltando ainda a demarcação geográfica com seus respectivos limites..
O município viveu praticamente isolado do resto do Estado devido às condições geográficas e pelas escassas vias de acesso. A construção da estrada de rodagem ES-379, ligando Muniz Freire a Castelo, só foi viabilizada após a década de 1920.
A sede do município foi área doada por Domingos Apolinário para o primeiro povoado da região, que surgiu por estar no centro das rotas das tropas que transportavam a produção local. Muniz Freire foi colonizada por imigrantes italianos, vindos para substituir o trabalho escravo nas lavouras de café. O maior impulso econômico experimentado no município deveu-se à inauguração da BR-262, ligando Vitória a Belo Horizonte.

### Topônimo
Muniz-freirense - relativo a Muniz Freire - nome dado em homenagem ao Dr. José de Melo Carvalho Muniz Freire, governador do Espírito Santo nos períodos de 1892/1896 e 1900/1904.
Tal homenagem se deve ao seu grande desempenho, como governador, junto aos colonos europeus, principalmente italianos, criando mecanismos que favorecessem a migração para o Espírito Santo. Como houve um grande fluxo de migrantes italianos para o nosso Município, foi uma homenagem certa no lugar certo.
Note-se: muniz-freirense, com hífen, a exemplo de espírito-santense, rio-grandense… e outros
Em 1894 fora criado pelo governo do Estado, portanto, em caráter oficial, o núcleo colonial Moniz Freire, 27 km acima de Linhares, cuja sede era o lugar Malaquias, na margem Santa Maria do Rio Doce, com predominância italiana. Este núcleo, cujo nome fora a primeira homenagem ao governador, foi palco de trágicas ocorrências em 1895, sendo a causa da proibição da imigração para o Estado (ato de Prinetti, governo italiano). Com a extinção deste núcleo, resolveu-se transferir a homenagem ao governador, dando-lhe o nome de nossa cidade, no ano seguinte ao do fracasso do núcleo colonial do norte do Estado.
O cognome Muniz Freire - Cidade Amizade foi oficializado pela Câmara Municipal de Muniz Freire com o Decreto n7 27/1989 de 10.10.1989, através do projeto de lei 17/89 do Executivo Municipal. Trata-se de um nome de fantasia, dedicado ao povo muniz-freirense pela sua hospitalidade.
A sede do Município teve os seguintes nomes: arraial ou patrimônio do Divino Espírito Santo, depois chamou-se Vila do Espírito Santo do Rio Pardo, e finalmente Muniz Freire a partir de 26 de novembro de 1896, quando foi elevada a cidade.

## Geografia
De acordo com a divisão regional vigente desde 2017, instituída pelo IBGE, o município pertence às Regiões Geográficas Intermediária de Cachoeiro de Itapemirim e Imediata de Alegre. Até então, com a vigência das divisões em microrregiões e mesorregiões, fazia parte da microrregião de Alegre, que por sua vez estava incluída na mesorregião do Sul Espírito-Santense.

### Clima
Segundo dados do Instituto Nacional de Meteorologia (INMET), referentes ao período de novembro de 1976 a junho de 1977 e janeiro de 1979 a junho de 2018, a menor temperatura registrada em Muniz Freire foi de 3,4 °C em 31 de julho de 2007, e a maior atingiu 39,4 °C em 10 de setembro de 1997. Entre 2002 e junho de 2018, o maior acumulado de precipitação em 24 horas foi de 130 milímetros (mm) em 29 de dezembro de 2010. Outros grandes acumulados foram 117 mm em 27 de novembro de 2007, 116 mm em 29 de novembro de 2017 e 114,4 mm em 23 de outubro de 2015. Novembro de 2008, com 446,7 mm, foi o mês de maior precipitação.
| Dados climatológicos para Muniz Freire | Dados climatológicos para Muniz Freire | Dados climatológicos para Muniz Freire | Dados climatológicos para Muniz Freire | Dados climatológicos para Muniz Freire | Dados climatológicos para Muniz Freire | Dados climatológicos para Muniz Freire | Dados climatológicos para Muniz Freire | Dados climatológicos para Muniz Freire | Dados climatológicos para Muniz Freire | Dados climatológicos para Muniz Freire | Dados climatológicos para Muniz Freire | Dados climatológicos para Muniz Freire | Dados climatológicos para Muniz Freire |
| Mês | Jan                                    | Fev                                    | Mar                                    | Abr                                    | Mai                                    | Jun                                    | Jul                                    | Ago                                    | Set                                    | Out                                    | Nov                                    | Dez                                    | Ano                                    |
| --- | -------------------------------------- | -------------------------------------- | -------------------------------------- | -------------------------------------- | -------------------------------------- | -------------------------------------- | -------------------------------------- | -------------------------------------- | -------------------------------------- | -------------------------------------- | -------------------------------------- | -------------------------------------- | -------------------------------------- |
| Temperatura máxima recorde (°C) | 39                                     | 38,2                                   | 37,3                                   | 35,5                                   | 35                                     | 33,4                                   | 33,8                                   | 38,6                                   | 39,4                                   | 38                                     | 38                                     | 37,1                                   | 39,4                                   |
| Temperatura máxima média (°C) | 30,7                                   | 31,7                                   | 30,6                                   | 28,8                                   | 26,9                                   | 26                                     | 25,5                                   | 26,5                                   | 26,9                                   | 28                                     | 28,5                                   | 29,5                                   | 28,3                                   |
| Temperatura mínima média (°C) | 19,4                                   | 19,1                                   | 18,8                                   | 17,3                                   | 15,1                                   | 13,4                                   | 13,1                                   | 13,7                                   | 15,4                                   | 17,1                                   | 18,2                                   | 19                                     | 16,6                                   |
| Temperatura mínima recorde (°C) | 13                                     | 12,4                                   | 13                                     | 9,8                                    | 7                                      | 4,7                                    | 3,4                                    | 5                                      | 7                                      | 10                                     | 10,5                                   | 11,3                                   | 3,4                                    |
| Precipitação (mm) | 197                                    | 112                                    | 126                                    | 81                                     | 52                                     | 23                                     | 31                                     | 33                                     | 51                                     | 115                                    | 188                                    | 210                                    | 1 219                                  |
| Fonte: Instituto Nacional de Meteorologia (INMET) (temperaturas da normal climatológica de 1981-2010 e recordes de 03/11/1976 a 30/06/1977 e 01/01/1979 a 30/06/2018); e Climate-Data.org (médias de precipitação) |                                        |                                        |                                        |                                        |                                        |                                        |                                        |                                        |                                        |                                        |                                        |                                        |                                        |